# Masgūf
El semeç masgūf (en árabe: سمچ مسگوف), o simplemente masgûf o masgūf, es un plato de la cocina iraquí que consiste en una carpa asada a la parrilla, a menudo considerado el plato nacional de Irak. El pescado se obtiene de la Cuenca del Tigris-Éufrates. Los turcomanos del norte de Irak preparan una receta similar, pero a menudo usando un horno de barro en vez de una parrilla.
El masgūf es ampliamente reconocido como el plato más popular de Irak, y también es el que más se sirve a las delegaciones extranjeras que visitan el país por parte de las autoridades iraquíes. Dos admiradores notables de este plato fueron el presidente de Francia, Jacques Chirac, y el político ruso Vladimir Zhirinovsky. Chirac aparentemente se enamoró del plato durante una visita a Irak en una cena formal dada a su honor por Saddam Hussein.

## Distribución geográfica
La capital iraquí, Bagdad, es la zona con mayor y mejor producción de masgūf, con un distrito, el de Ebû Newâs a orillas del río Tigris, dedicado a este plato, con más de dos docenas de restaurantes de pescado. Aún y así, el masgūf se produce alrededor de todo Irak, especialmente cerca de la cuenca del Tigris-Éufrates.
Fuera de Irak, el masgūf es más o menos popular en Jazira, así como en las zonas rurales de Siria, especialmente en las regiones fronterizas con Irak, como en la gobernación de Raqqa (atravesada por el río Éufrates). También se produce, en menor escala, en las áreas de Jazīra ubicadas en Turquía, como Nusaybin y Cizre, en la frontera con Irak.
El masgūf se puede también encontrar en Damasco debido a la gran cantidad de exiliados iraquíes que viven allí desde la invasión de Irak en 2003. Solo en el distrito de Jeremana, donde vive la mayoría de los iraquíes, hay más de diez restaurantes de gran tamaño, atendidos por iraquíes. El pescado se trae todos los días desde el Éufrates sirio a estos restaurantes, y se mantiene vivo en un estanque de peces o en un gran acuario hasta que se  ordena.

## Preparación

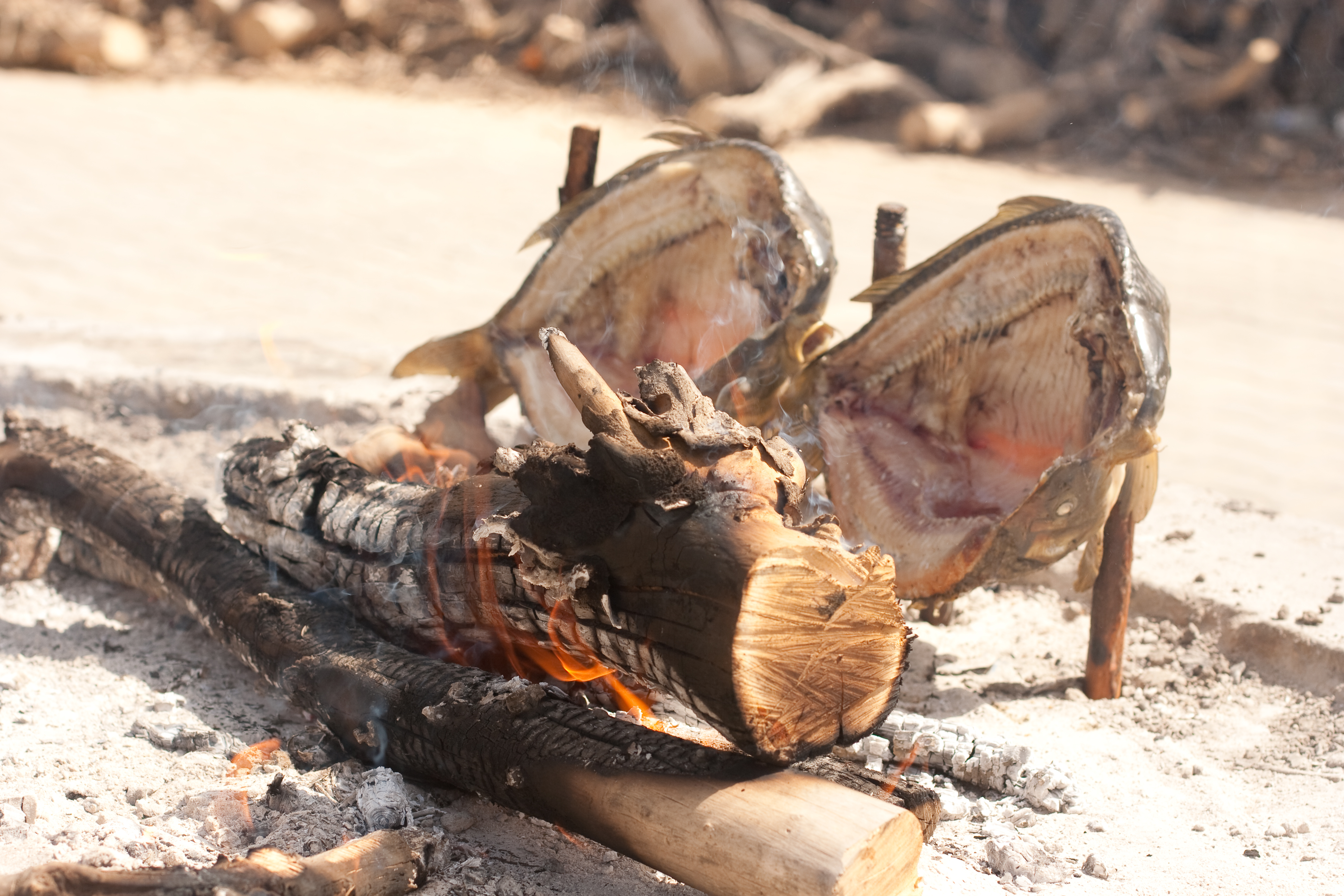
Pescado cocinado a la brasa.

El pez debe de ser capturado vivo y pesado. Se golpea para matarlo, luego se divide longitudinalmente en el vientre, se limpia y se extiende en una sola pieza plana. Luego se escama parcialmente, se destripa y se corta en dos mitades idénticas desde la parte posterior dejando intacto el vientre, abriendo el pez en forma de un círculo grande y simétrico. A partir de ahí, el cocinero cocina el interior del pescado con un aliño de aceite de oliva, sal de roca, tamarindo y cúrcuma molida.
Luego, el pescado se empala en dos afiladas pilas de madera o se coloca en una gran parrilla de hierro fundido con asa y una caja de cierre, diseñada específicamente para este plato.
El pescado, junto con la parrilla o las pilas, se coloca cerca del fuego del «altar del fuego», una característica compartida por todos los restaurantes masgūf. Este «altar» consiste típicamente en una gran área al aire libre, centrada en una caja de arena levantada, al estilo de un podio, redonda, octogonal o a veces rectangular, y en medio de la cual hay un gran fuego de troncos de albaricoqueros.
La cocción generalmente dura entre una y tres horas, hasta que se quema la mayor parte de la grasa del pescado, tiempo durante el cual los invitados recogerán sus mezes.
Cuando el pescado está bien cocido y crujiente por fuera, generalmente se coloca en una bandeja grande adornada con lima (o limón), rodajas de cebolla y encurtidos iraquíes. A veces, en Bagdad, un poco de chutney de mango también se extiende por dentro. La bandeja se cubre con un pan plano crujiente grande de un horno de barro para mantener el contenido caliente hasta que se sirva al cliente.